# 柔软耳蕨
柔软耳蕨（学名：Polystichum lentum）为鳞毛蕨科耳蕨属下的一个种。

## 扩展阅读
- 維基物種上的相關：柔软耳蕨